# プブリウス・コルネリウス・スキピオ・ナシカ・セラピオ
プブリウス・コルネリウス・スキピオ・ナシカ・セラピオ（ラテン語: Publius Cornelius Scipio Nasica Serapio, 紀元前183年頃 - 紀元前132年）は、共和政ローマの政治家、軍人。元老院議員であり、紀元前138年に執政官をつとめた。一般にはスキピオ・ナシカ（Scipio Nasica）として知られる。

## 一族
名門スキピオ家の出で、グラックス兄弟とは従兄弟にあたる。
父方
- 祖父：プブリウス・コルネリウス・スキピオ・ナシカ
  - 父：プブリウス・コルネリウス・スキピオ・ナシカ・コルクルム
    - プブリウス・コルネリウス・スキピオ・ナシカ・セラピオ
      - 息子：プブリウス・コルネリウス・スキピオ・ナシカ・セラピオ (紀元前111年の執政官)
        - 孫：プブリウス・コルネリウス・スキピオ・ナシカ
          - ひ孫：クィントゥス・カエキリウス・メテッルス・ピウス・スキピオ・ナシカ、ローマ内戦でカエサルと戦う

母方
- 祖父：スキピオ・アフリカヌス
  - 母：コルネリア
    - プブリウス・コルネリウス・スキピオ・ナシカ・セラピオ

  - おば：コルネリア・アフリカナ
    - 従兄弟：ティベリウス・グラックス
    - 従兄弟：ガイウス・グラックス

## 略歴
スキピオ・ナシカはポエニ戦争後、ローマ社会が疲弊する中でも古来の元老院の権威を保持しようとした保守派に属し、ティベリウス・グラックスの進めたセンプロニウス法案に反対する立場、すなわちティベリウスの政敵の中心人物であった。
また彼は恐らくティベリウスの殺害に関わったか、少なくともティベリウス殺害のきっかけを作った人間として考えられている。ティベリウスが報復のために殺された時に、彼はローマ社会の権威秩序を護るはずの最高神祇官であるにもかかわらず、元老院から偽装のためにアシア属州への視察に出かけ、見殺しにしたという。その際に彼は「ティベリウスは王となろうとしたのだ」と言ったと伝えられる。
ティベリウスが殺された後、暴動を見逃したことから民衆の怒りを買い、自発的に国外退去する。そしてすぐにペルガモンにて没した。